# Volley Tigers Ludwigslust
Die Volley Tigers Ludwigslust (Volley Tigers Ludwigslust 2000 e.V.) sind ein Sportverein in Ludwigslust in Mecklenburg-Vorpommern und wurden 2000 gegründet. Aushängeschild waren die Volleyballmänner, die bis 2004 in der 2. Bundesliga Nord spielten.

## Volleyball
Volleyball wurde in Ludwigslust seit 1977 bei der BSG Schlachtbetrieb Ludwigslust gespielt. Nach der Wende 1990 integrierten sich die Volleyballer im neugegründeten VfB Ludwigslust. Die Männermannschaft des VfB spielte 1995/96 in der 1. Bundesliga. Wegen der Insolvenz des VfB schloss sich die Zweitligamannschaft 2000 den Volley Tigers an und spielte bis 2004 in dieser Klasse. Bis 2017 waren die Männer in der Regionalliga Nord und in der Verbandsliga Mecklenburg-Vorpommern aktiv. Seit 2014 gibt es eine Frauenmannschaft bei den Volley Tigers, die heute in der Verbandsliga Mecklenburg-Vorpommern spielt.

## Weitere Sportarten
Außer Volleyball werden bei den Volley Tigers Ludwigslust noch die Sportarten Fitnesstraining, Schach und Tischtennis ausgeübt.